# Silvio Pagnini
Silvio Pagnini (20. dubna nebo 8. května 1875 Terst – 26. srpna 1943 Terst) byl rakouský politik italské národnosti z Terstu, na počátku 20. století poslanec Říšské rady.

## Biografie
Profesně je uváděn coby tajemník v Terstu.
Vystudoval reálnou školu a obchodní akademii. Sloužil jako jednoroční dobrovolník v armádě i pěšího regimentu. Pocházel z měšťanské rodiny. Zapojil se do organizace Circolo di Studi Sociali a přes ni se stal členem sociálně demokratické strany v terstu. V roce 1904 zaujal funkci tajemníka odborové organizace Commissione delle Organizzazioni professionali per il Litorale e la Dalmazia, kterou před ním zastávali i další významní politici Valentino Pittoni a Spongia. Členem sociální demokracie byl od roku 1902.
Působil i jako poslanec Říšské rady (celostátního parlamentu Předlitavska), kam usedl ve volbách do Říšské rady roku 1907, konaných poprvé podle všeobecného a rovného volebního práva. Byl zvolen za obvod Terst 03. Rezignoval 18. června 1909. Pak ho v parlamentu nahradil Giorgio Pitacco. Po volbách roku 1907 byl uváděn coby člen poslaneckého Klubu italských sociálních demokratů.
Jako politik prosazoval socialismus s národními italskými prvky. Kvůli tomuto zaměření opustil stranu a založil okolo sebe skupinu Gruppo autonomo di Trieste del Partito Socialista internazionalista, jejímž tiskovým orgánem byl list L’Azione Socialista. Spolu s malou Republikánskou stranou pak tato skupina utvořila v roce 1910 nezávislý odborový svaz Camera del Lavoro italiana. V roce 1909 Pagnini výrazně prohrál ve volbách v Terstu ve 3. obvodu. Poté ztratil výraznější politický vliv.